# Wendy Phillips
Wendy Phillips (* 2. Januar 1952 in Brooklyn, New York City, New York) ist eine US-amerikanische Schauspielerin.

## Leben und Karriere
Wendy ist die Tochter des Broadway-Darstellers Wendell K. Phillips und der Schauspiellehrerin Jean Shelton.
Ihr Leinwanddebüt gab sie 1975 in dem Film Death Be Not Proud des Regisseurs Donald Wrye, basierend auf den Memoiren des amerikanischen Journalisten John Gunther.
In der US-amerikanischen Seifenoper Executive Suite erfolgte von 1976 bis 1977, an der Seite von Mitchell Ryan, ihr erster größerer Auftritt als Seriendarstellerin. Ihre Bekanntheit steigerte sie in der Besetzung als Anne Gardner-Maxwell, 1986 bis 1988, in der Serie Ein Schicksalsjahr. In der finalen Staffel von Falcon Crest, 1989 bis 1990, porträtierte sie in 20 Folgen die Rolle der Lauren Daniels (Richard Channing's letzte Frau).
Der große Seriendurchbruch blieb ihr Anfang der 1990er Jahre, trotz guter schauspielerischer Leistungen, verwehrt.
Phillips spielte während der 1980er-Jahre Rollen in Filmkomödien, u. a. in Die unglaubliche Reise in einem verrückten Raumschiff, Midnight Run – 5 Tage bis Mitternacht oder Joy Stick Heroes. 1991 war sie die Darstellerin der Esta, Bugsy Siegel's Exfrau, in dem biographischen Gangsterfilm Bugsy.
Von 1991 bis 1993 verkörperte sie die Rolle der Anne Metcalf in der Drama-Serie Homefront. 1996 war sie als Lucille Richards in Savannah zu sehen, gemeinsam mit Mimi Kennedy, mit der sie schon in Homefront das Filmset teilte. Danach gehörte sie von 1996 bis 1999 in der Rolle der Claire Greene zur Stammbesetzung in Ein Wink des Himmels.
In den vorhergehenden und darauffolgenden Jahren spielte Phillips in zahlreichen Gast- und Nebenrollen bekannter Film- und Fernsehproduktionen mit.
Ihren letzten größeren Auftritt hatte sie 2006 bis 2011 in der US-amerikanischen Fernsehserie Big Love in der Rolle der Peg Embry.
Wendy Phillips studierte das Schauspiel bei ihrer Mutter, lehrte dann selbst privat seit 2001 und wurde in späteren Jahren außerplanmäßige Professorin an der USC School of Cinematic Arts.
Sie ist mit dem Schauspieler und Direktor Scott Paulin verheiratet, beide haben eine Tochter.

## Filmografie (Auswahl)

### Fernsehserien
- 1976: Jigsaw John (1 Episode)
- 1976–1977: Executive Suite (18 Episoden)
- 1978: Having Babies (1 Episode)
- 1976–1977: The Eddie Capra Mysteries (13 Episoden)
- 1979: Captain Paris (Paris, 1 Episode)
- 1979: Lou Grant (1 Episode)
- 1979: The Last Resort (1 Episode)
- 1980: B.J. und der Bär (B.J. and the Bear, 1 Episode)
- 1981: CHiPs (1 Episode)
- 1982: Trapper John, M.D. (1 Episode)
- 1982: Taxi (1 Episode)
- 1984: Caulfields Witwen (Partners in Crime, 1 Episode)
- 1984: Chefarzt Dr. Westphall (St. Elsewhere, 1 Episode)
- 1984: Mein lieber Biber (Still the Beaver, 1 Episode)
- 1985: Unbekannte Dimensionen (The Twilight Zone, 1 Episode)
- 1986: Unglaubliche Geschichten (Amazing Stories, 1 Episode)
- 1986: Disney-Land (Disneyland, 1 Episode)
- 1986–1988: Ein Schicksalsjahr (A Year in the Life, 25 Episoden)
- 1987: Matlock (2 Episoden)
- 1987: Mord ist ihr Hobby (Murder, She Wrote, 1 Episode)
- 1989: The Robert Guillaume Show (12 Episoden)
- 1989–1990: Falcon Crest (20 Episoden)
- 1990: Lifestories (1 Episode)
- 1991–1993: Ein amerikanischer Traum (Homefront) (42 Episoden)
- 1994: Diagnose: Mord (Diagnosis Murder, 1 Episode)
- 1995: Der Polizeichef – Eis im Blut (The Commish, 1 Episode)
- 1995: Picket Fences: Tatort Gartenzaun (Picket Fences, 1 Episode)
- 1996: Blutige Macht – So wahr uns Mord helfe (A Season in Purgatory, Miniserie)
- 1996: Junge Schicksale (ABC Afterschool Specials, 1 Episode)
- 1996: Savannah (13 Episoden)
- 1994–1998: Ein Hauch von Himmel (Touched by an Angel, 5 Episoden)
- 1996–1999: Ein Wink des Himmels (Promised Land, 69 Episoden)
- 2000: Frauenpower (Family Law, 1 Episode)
- 2000: Strong Medicine: Zwei Ärztinnen wie Feuer und Eis (Strong Medicine, 1 Episode)
- 2001: Charmed – Zauberhafte Hexen (Charmed, 1 Episode)
- 2002: For the People (1 Episode)
- 2002: MDs (1 Episode)
- 2003: Presidio Med (1 Episode)
- 2003: Die himmlische Joan (Joan of Arcadia, 1 Episode)
- 2003: Emergency Room – Die Notaufnahme (ER, 1 Episode)
- 2005–2006: Ghost Whisperer – Stimmen aus dem Jenseits (Ghost Whisperer, 2 Episoden)
- 2006: Studio 60 on the Sunset Strip (4 Episoden)
- 2008: The Closer (1 Episode)
- 2009: Bones – Die Knochenjägerin (Bones, 1 Episode)
- 2006–2011: Big Love (15 Episoden)
- 2013: The Mentalist (1 Episode)
- 2013: Perception (1 Episode)
- 2014: Shameless – Nicht ganz nüchtern (Shameless, 1 Episode)
- 2015: Namaste Bitches (6 Episoden)
- 2016: Criminal Minds: Beyond Borders (1 Episode)
- 2018: SEAL Team (2 Episoden)

### Filme
- 1975: Death Be Not Proud
- 1975: One Of Our Own
- 1977: Die College-Gang (Fraternity Row)
- 1977: Riding High
- 1979: The Love Tapes
- 1982: Paper Dolls (Fernsehfilm)
- 1982: Die unglaubliche Reise in einem verrückten Raumschiff (Airplane II: The Sequel)
- 1984: Das Gelübde zerbricht (Shattered Vows)
- 1987: Geschäft mit dem Leben (Baby Girl Scott)
- 1988: Midnight Run – 5 Tage bis Mitternacht (Midnight Run)
- 1988: From Hollywood to Deadwood
- 1989: Der Junge aus dem Weltall (The Gifted One)
- 1989: Joy Stick Heroes (The Wizard)
- 1990: Familie in Nöten (Appearances)
- 1991: Bugsy
- 1991: Hard Time Romance
- 1994: MacShayne: Winner Takes All
- 1994: MacShayne: Mord in Vegas (MacShayne: The Final Roll of the Dice)
- 1994: The Stand – Das letzte Gefecht (The Stand, Vierteiliger Fernsehfilm, 1 Episode)
- 1995: Schatz, Du bist verhaftet (Fast Company)
- 1996: Heroine of Hell
- 1996: Detektiv Rockford: Falsche Freunde (The Rockford Files: Friends and Foul Play)
- 2000: The Beach Boys: An American Family (Miniserie, 2 Episoden)
- 2001: Ich bin Sam (I Am Sam)
- 2002: My Femme Lady (Kurzfilm)
- 2004: Marty and Sven (Kurzfilm)
- 2004: Life on Liberty Street
- 2006: Freunde mit Geld (Friends with Money)
- 2006: Cool Air (Video)
- 2007: Machtlos (Rendition)
- 2009: Vocabular Delectations (Kurzfilm)
- 2012: The Tent (Kurzfilm)
- 2014: Drop in Any Mailbox (Kurzfilm)
- 2015: The Heyday of the Insensitive Bastards
- 2015: Miss Famous (Kurzfilm)
- 2015: Between Brothers (Kurzfilm)